# Тёмкин, Владимир Ионович
Владимир Ионович Тёмкин (при рождении Волько Йойнович Тёмкин; 1861, Елисаветград, Херсонская губерния — 1927, Париж) — еврейский общественный и религиозный деятель, казённый раввин Елисаветграда с 1893 по 1917 год, с 1925 года — первый президент Всемирного союза сионистов-ревизионистов, инженер-технолог.

## Биография

### Ранние годы
Родился в еврейской семье купца второй гильдии в Елисаветграде; родители — Йойна Ицкович Тёмкин (1836—?) и Довба Тёмкина (1839—?). В начале 1880-х годов семья некоторое время жила в Каменке (Чигиринский уезд).
В 1886 году окончил Технологический институт в Санкт-Петербурге, участвовал в студенческом революционном движении и в зарождающемся палестинофильском движении, стал активистом всероссийской палестинофильской организации «Ховевей Цион». После окончания института вернулся в Елисаветград, где работая инженером-технологом организовал палестинофильский кружок.

### До октября 1917 г.
В 1884, 1887 и 1889 годах был избран делегатом первой (учредительной), второй и третьей конференций «Ховевей Цион» соответственно в Катовице, Друскениках и Вильне. В 1890 году, на Одесском учредительном съезде Общества вспомоществления евреям — земледельцам и ремесленникам в Сирии и Палестине, был направлен в составе делегации по изучению имеющихся в этих землях еврейских колоний; до 1893 года возглавлял исполнительный комитет палестинофильского движения — Палестинское управление в Яффе. Свои впечатления от поездки В. И. Тёмкин изложил в статье «Палестина и её еврейские колонии» (сборник «Сион», затем отдельное издание, СПб, 1892).
В 1893 году В. И. Тёмкин был утверждён казённым раввином Елисаветграда и оставался в этой должности до революционных событий 1917 года. Избирался членом Всероссийской раввинской комиссии под председательством кишинёвского раввина Идэ-Лейба Цирельсона. С самого зачинания сионистского движения (1897) был его активистом, принимал участие в Базельских конгрессах, со второго конгресса (1898) входил в исполнительный комитет Всемирной сионистской организации. На пятом конгрессе примкнул к Демократической фракции, возглавляемой врачом Я. М. Бернштейн-Коганом, входил в оппозицию «плану Уганды».
По данным памятной книжки «Ежегодник Голоса Юга» 1913 года, городской раввин Елисаветграда, инженер-технолог Владимир Ионович Тёмкин проживал в собственном доме на углу Миргородской улицы и Банного переулка.
Канцелярия городского раввина находилась в доме дешёвой столовой на Преображенской улице.

В. И. Тёмкин, 1910

После Февральской революции был избран членом Учредительного собрания от Херсонской губернии, а в 1918 году — членом президиума Еврейского национального совета Украины. В 1917 году был кандидатом во Всеукраинское Учредительное Собрание УНР по Харьковскому избирательному округу.

### В эмиграции
В 1920 году переехал в Берлин, где был членом Центрального комитета Федерации русско-украинских сионистов, затем примкнул к созданному В. Е. Жаботинским движению ревизионистского сионизма. Переехав в 1924 году в Париж, вошёл в редколлегию журнала «Рассвет». В 1925 году был избран первым президентом Всемирного союза сионистов-ревизионистов (его брат возглавлял французское отделение этого союза). В 1926 году выступил свидетелем на судебном процессе по делу об убийстве С. В. Петлюры французским анархистом Шоломом Шварцбардом.

## Память
Именем В. И. Тёмкина названо поселение Рамат-Тёмкин в городской черте города Нетания в Израиле.
Именем В. И. Тёмкина названа улица в городе Ришон-ле-Цион, Израиль.

## Семья
- Брат — Зиновий Ионович Тёмкин, врач, еврейский общественный деятель.
  - Племянник — Дмитрий Зиновьевич Тёмкин, кинокомпозитор.
- Братья — Меер-Лейб (1856), Айзик (1859), Эль (1863)[8].
- Жена (с 3 августа 1882 года) — Дарья Давидовна Тёмкина (в девичестве Эльберт, 1865—?), дочь елизаветградского купца. Дочь Юдифь (1890)[9]. Сын Леонид (1887)[10].